# Воротынск (Бабынинский район)
Воротынск — посёлок городского типа, крупнейший населенный пункт Бабынинского района Калужской области России, центр городского поселения «Посёлок Воротынск». Население — 10 566 чел. (2023).
Посёлок расположен в самой крайней восточной точке Бабынинского района, в 7 км от впадения Угры в Оку. Расстояние до райцентра Бабынино 23 км на юго-запад, до Калуги — 15 км на северо-восток.

## История
Посёлок Воротынск возник в 1898 году при строительстве железнодорожной станции  Воротынск. 1 августа 1898 года через станцию пошли первые поезда. Название станция получила по селу Воротынск — бывшего древнего русского города, располагающегося в 4 км южнее.
На 1905 году возле станции располагались жилые одноэтажные дома железнодорожников, ледники. Были магазин, пекарня, чайная, в подвале которой была устроена сыроварня, и кузница, принадлежащие купцу Пронину.
В 1920-е годы в Воротынске был образован аэроклуб. В годы ВОВ на аэродроме клуба размещался полк дальних бомбардировщиков. После войны размещалось 2 авиаполка дивизии. 
В годы Великой Отечественной войны на территории посёлка велись бои. Одна из улиц названа в честь героя Копанцова.

### Аэродром «Орешково»
В 30-е годы прошлого столетия на аэродроме Орешково базировался учебный отряд Осовиахим.
Название аэродром получил по располагающейся восточнее деревне Орешково.
В годы Великой Отечественной войны аэродром использовался для решения стратегических задач.
21 апреля 1942 года 69 самолётов И-16 177 иап с аэродрома Дубровицы для временной работы перебазированы на аэродром Воротынск в оперативное подчинение командира 125 ад.
С 2 октября 1943 года по 30 мая 1944 года использовался как основной аэродром базирования 101-го авиационного полка дальнего действия. Командир полка — Гризодубова Валентина Степановна. До октября 1943 года полк базировался на аэродроме Монино, а Орешково использовался в качестве аэродрома "подскока". В мае 1944 года полк переведён на аэродром Климово. На вооружении полка стояли самолёты Ли-2.
В 1953 году на аэродроме дислоцировались вернувшиеся из Кореи 176-й гвардейский истребительный авиационный полк и 178-й истребительный авиационный полк 324-й истребительной авиационной дивизии. Командр дивизии — трижды Герой Советского Союза Иван Кожедуб.
В 1960 году на базе аэродрома была организована Калужская учебно-авиационная организация для переподготовки военных летчиков на реактивные самолеты УТИ МиГ-15 и МиГ-15-бис, а с 1969 года – на самолеты МиГ-17. Этот самолет как символ авиационной истории Воротынска установлен на постаменте в сквере имени Юрия Гагарина.
13 июня 1961 года на аэродром Орешково, в ходе своего послеполётного турне, прибыл первый космонавт Земли. Некоторые жители поселка ясно помнят это событие: Прилетевший на самолете Ли-2, Юрий Гагарин после торжественной встречи сел в большую машину и целая колонна автомобилей выехала с аэродрома и отправилась в Калугу. В память об этом событии в сентябре 2021 года в городском сквере установлен арт-объект «Гагарин» - фигура героя в полный рост.
С 1992 года в Орешково базировался 45-й отдельный вертолётный полк, оснащенный вертолетами Ми-24 и Ми-8. В 2010 году в рамках военной реформы полк был переведён в город Вязьма (Смоленская область).
31 октября 2013 года, согласно приказу заместителя министра обороны РФ № 97 аэродром был закрыт и находился в статусе посадочной площадки. 
В мае 2016 года было заключено концессионное соглашение по созданию на базе бывшего аэродрома центра малой авиации, там запланировано размещение музейного комплекса, также предполагается создать возможность для организации авиационных праздников и мероприятий, демонстрационных полётов.

## Население
| 2002    | 2010    | 2011    | 2012    | 2013    | 2014    | 2015    | 2016    | 2017    |
| ------- | ------- | ------- | ------- | ------- | ------- | ------- | ------- | ------- |
| 11 099  | ↗11 288 | →11 288 | ↘11 123 | ↘11 006 | ↘10 862 | ↘10 620 | ↘10 519 | ↗10 551 |
| 2018    | 2019    | 2020    | 2021    | 2023    |         |         |         |         |
| ↘10 366 | ↗10 372 | ↘10 346 | ↗10 667 | ↘10 566 |         |         |         |         |

Население (2002) — 11 099 чел., согласно переписи 2010 года 11 288 чел., по данным текущего учёта численность населения Воротынска за отчетный период (2024 год) составила 11 226 чел..
Национальный состав
По итогам переписи населения 2020 года проживали следующие национальности (национальности менее 0,1 % и другое, см. в сноске к строке «Другие»):
| Национальность | Численность, чел. | Доля     |
| -------------- | ----------------- | -------- |
| Русские        | 9321              | 87,38 %  |
| Украинцы       | 257               | 2,41 %   |
| Узбеки         | 182               | 1,71 %   |
| Азербайджанцы  | 119               | 1,12 %   |
| Лезгины        | 103               | 0,97 %   |
| Армяне         | 91                | 0,85 %   |
| Белорусы       | 83                | 0,78 %   |
| Татары         | 77                | 0,72 %   |
| Кумыки         | 22                | 0,21 %   |
| Молдаване      | 18                | 0,17 %   |
| Таджики        | 15                | 0,14 %   |
| Немцы          | 14                | 0,13 %   |
| Другие         | 365               | 3,41 %   |
| Итого          | 10 667            | 100,00 % |

## Экономика
Действующие предприятия:
- ОАО «Стройполимеркерамика» - работающих 450 чел.,
- ЗАО «УграКерам» — работающих 2000 чел.,
- ООО «Воротынский энергоремонтный завод» (ВЭРЗ, ранее — электроремонтный, название изменилось между 2005 и 2009 годами) — работающих 150 чел. Входит в состав группы компаний «Москабельмет» (МКМ, ЗАО),
- ОАО «Воротынский комбинат хлебопродуктов» — работающих 50 чел.,
- ООО «Воротынские пельмени»,
- Филиал совхоза им. Циолковского — работающих 100 чел.
- ESM-Service (подразделение OOO «ЭлектроСтройМонтаж»).
- ООО «Стройсервис».
- «Terika» (ранее «Рани Пласт Калуга») - работающих 60 чел.

## Транспорт
- Внутренние маршруты:
  - В начале 2001 года в Воротынске появился 1-й внутригородской кольцевой маршрут.
  - Осенью 2002 года появился маршрут №2 (Росва — Воротынск — Муромцево).
  - Не позднее 12 марта 2021 маршрут №3 (Воротынск — ПСМА). ПСМА — это завод «Пежо-Ситроен» (ПСМА РУС) в п. Росва.
- Автобусы ГП Автовокзал «Калуга»:
  - №132 (с 1 января 2010 новая нумерация, раньше был 135) «Калуга — Воротынск»,
  - №131 (Калуга — Опытная станция),
  - №143, 144 (Калуга — Бабынино).
- Автобусы ЗАО «АТЭК» (Москва — Козельск и Козельск — Сосенский).
- Скорый поезд Москва Киевская — Климов и другие скорые поезда киевского направления ОАО РЖД.
- Пригородные электропоезда (Калуга-1 — Сухиничи Главные, Калуга-1 — Сухиничи Узловые).

## Культура
В посёлке имеется две общеобразовательные школы, детская школа искусств, библиотека, кинотеатр, музей Боевой Славы (экспонаты и исторические документы времен Великой Отечественной войны, хранятся в МКОУ СОШ №2 им. И.С. Унковского). 
Медицинская сфера представлена поликлиникой и больницей. Действует физкультурно-оздоровительный комплекс, «Дворец культуры «Юность».